# Arianización

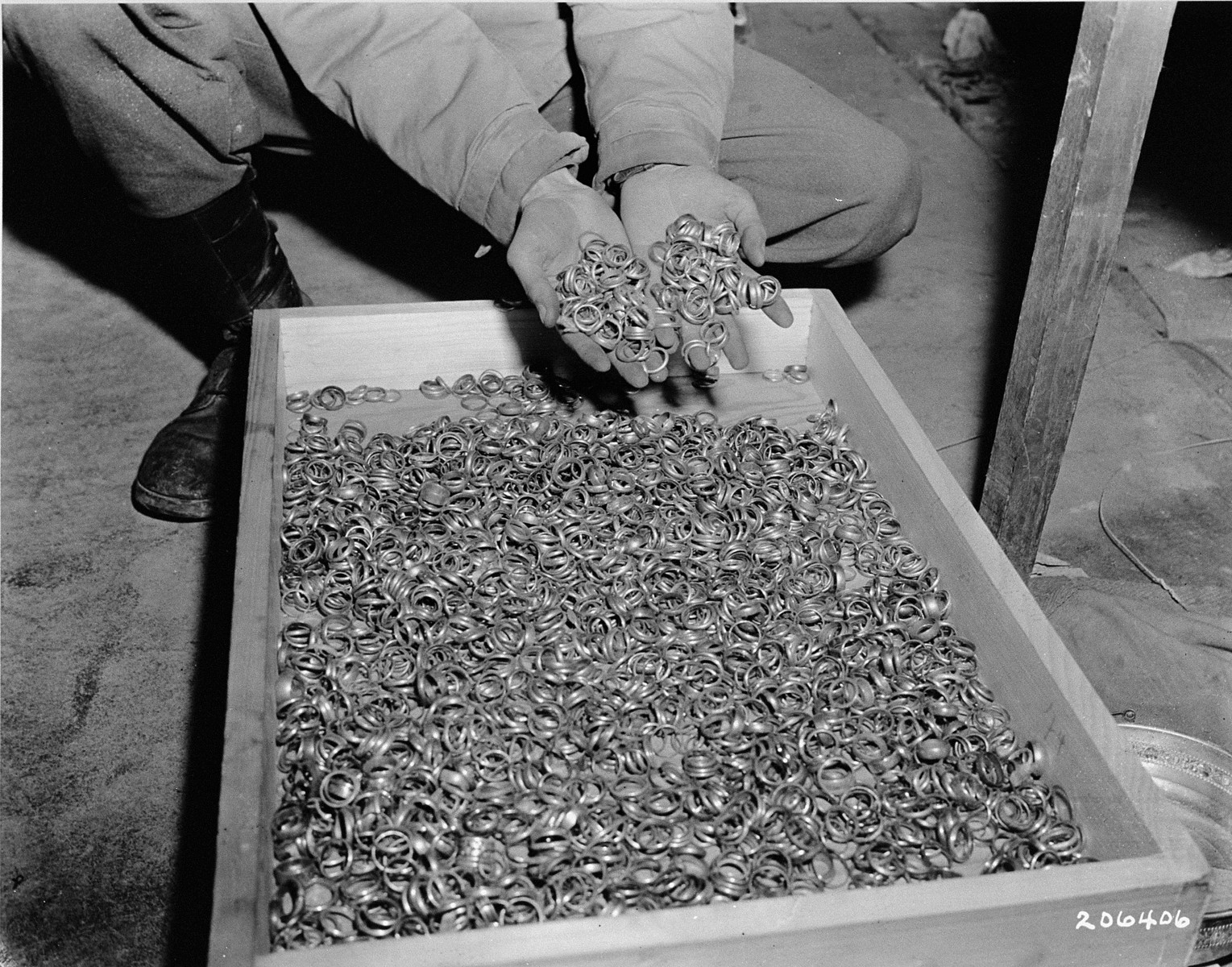
El presidente del Reichsbank, Walther Funk, depositó los anillos de oro de las víctimas de Buchenwald para las SS.

La arianización (en alemán: Arisierung) fue la expulsión forzosa de judíos de la vida empresarial en la Alemania nazi, los estados alineados con las Potencias del Eje y sus territorios ocupados. Implicó la transferencia de la propiedad judía a manos «arias» con el fin de «desjudiar la economía».
El proceso comenzó en 1933 en la Alemania nazi con transferencias de propiedad judía y terminó con el Holocausto. En general, se han identificado dos fases: una primera fase en la que el robo a víctimas judías se ocultó bajo un barniz de legalidad, y una segunda fase, en la que la propiedad fue confiscada de manera más abierta. En ambos casos, la arianización correspondió a la política nazi y fue definida, apoyada y aplicada por la burocracia legal y financiera de Alemania.
Antes de que Adolf Hitler llegara al poder, los judíos poseían 100.000 negocios en Alemania. En 1938, los boicots, la intimidación, las ventas forzadas y las restricciones a las profesiones habían obligado a los judíos a abandonar la vida económica. Según Yad Vashem, «De las 50.000 tiendas de propiedad judía que existían en 1933, sólo quedaban 9000 en 1938». Michael Bazyler escribe que «el Holocausto fue tanto el mayor asesinato como el mayor robo de la historia»; entre $ 230 y $ 320 mil millones (en dólares estadounidenses al cambio de 2005) fueron robados a judíos en toda Europa.

## Alemania nazi

### Exclusión de judíos
A partir de 1933, a través del párrafo ario y más tarde las Leyes de Núremberg, los judíos fueron en gran parte excluidos de la vida pública. Se les habían dejado áreas reservadas en la economía, que la arianización debía eliminar. Fueron removidos de trabajos en el sector público, como la administración pública y la enseñanza, y se introdujeron más restricciones durante el período nazi. Los profesores universitarios judíos fueron retirados de los departamentos de las universidades alemanas en ciudades como Hamburgo, Berlín, Fráncfort, Breslau, Heidelberg, Bonn, Colonia, Würzburg y Jena.
Más tarde, un número creciente fueron encarcelados en campos de concentración nazis y finalmente deportados al este, donde fueron asesinados directamente en los campos de exterminio o fusilados por los Einsatzgruppen.

### Robo de propiedad

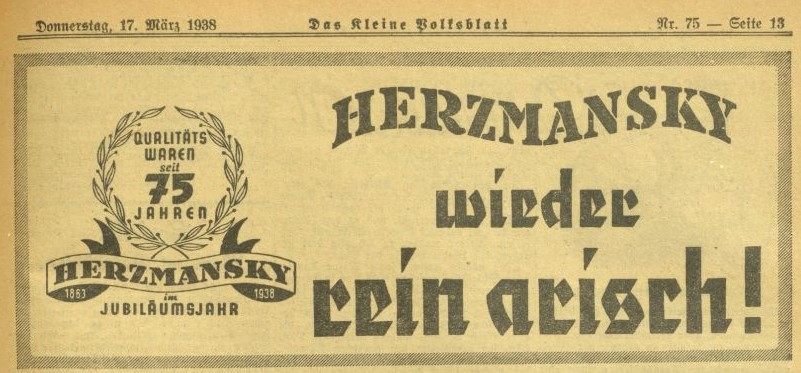
Anuncio en el periódico del almacén Herzmansky en Viena, que en alemán dice «¡Herzmansky es puramente ario otra vez!». Herzmansky fue confiscado después del Anschluss.

El 1 de enero de 1938, a los judíos alemanes se les prohibió operar negocios y comercios y ofrecer bienes y servicios. El 26 de abril de 1938, se ordenó a los judíos que declararan todas las riquezas superiores a 5000 Reichsmarks y se restringió su acceso a las cuentas bancarias. El 14 de junio de 1938, el Ministerio del Interior ordenó el registro de todas las empresas judías. El estado fijó el valor de las ventas de las empresas judías en una fracción de su valor de mercado y utilizó varias tácticas de presión para garantizar las ventas solo a las personas deseadas. Entre los mayores «especuladores de la arianización» estaban IG Farben, la familia Flick y los grandes bancos. Las ganancias de las empresas «arianizadas» tenían que depositarse en cuentas de ahorro y estaban disponibles para sus depositantes judíos sólo en cantidades limitadas, de modo que, en el análisis final, la arianización equivalía a una confiscación casi sin compensación.
En el otoño de 1938, sólo 40.000 de los 100.000 negocios judíos estaban todavía en manos de sus propietarios originales. La arianización se completó el 12 de noviembre de 1938 con la promulgación de un reglamento, el Verordnung zur Ausschaltung der Juden aus dem deutschen Wirtschaftsleben («Reglamento para la eliminación de los judíos de la vida económica alemana»), a través del cual los negocios restantes se transfirieron a propietarios no judíos y las ganancias tomadas por el Estado. Hubo que vender joyas, acciones, bienes inmuebles y otros objetos de valor. Ya sea por la fuerza directa, las intervenciones gubernamentales como las reclamaciones fiscales repentinas, o el peso de las circunstancias, la propiedad judía cambió de manos en su mayoría por debajo del valor justo de mercado. Se despidió a los empleados judíos y a los autónomos fueron prohibidos de trabajar en sus respectivas profesiones.

### Noche de los cristales rotos

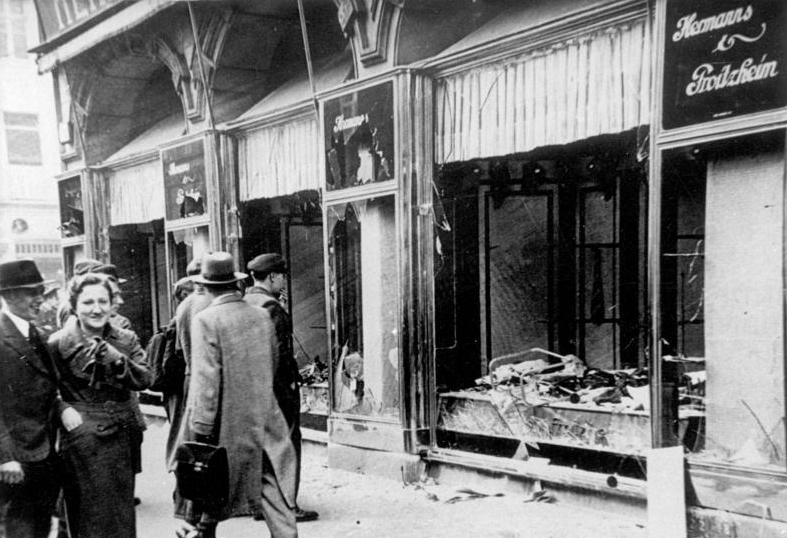
Noche de los cristales rotos de noviembre de 1938, ventana rota del frente de una tienda judía.

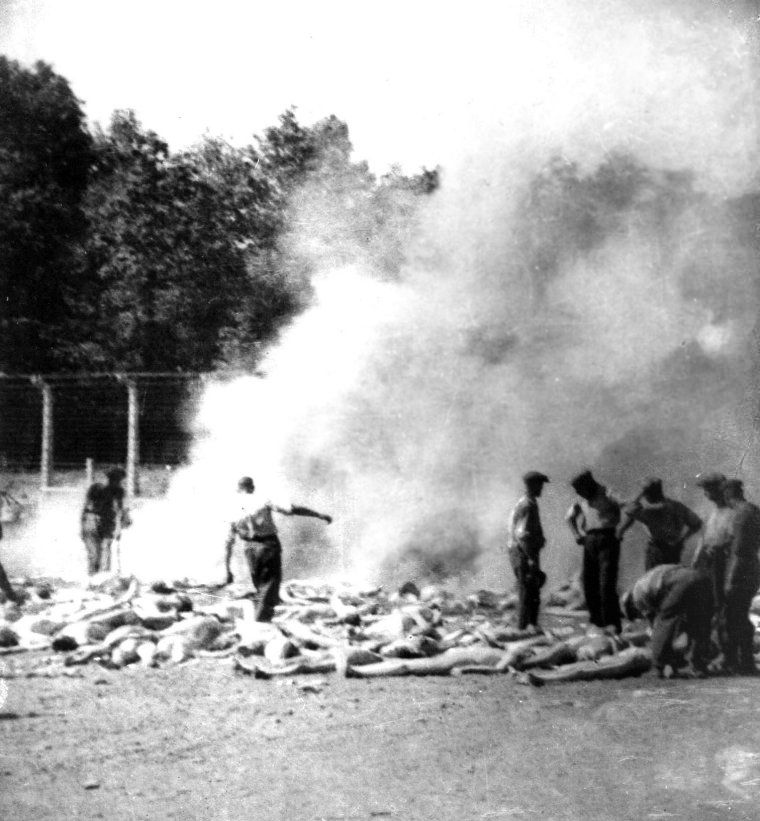
Quema de cadáveres en Auschwitz por prisioneros del Sonderkommando después de la extracción de sus dientes de oro.

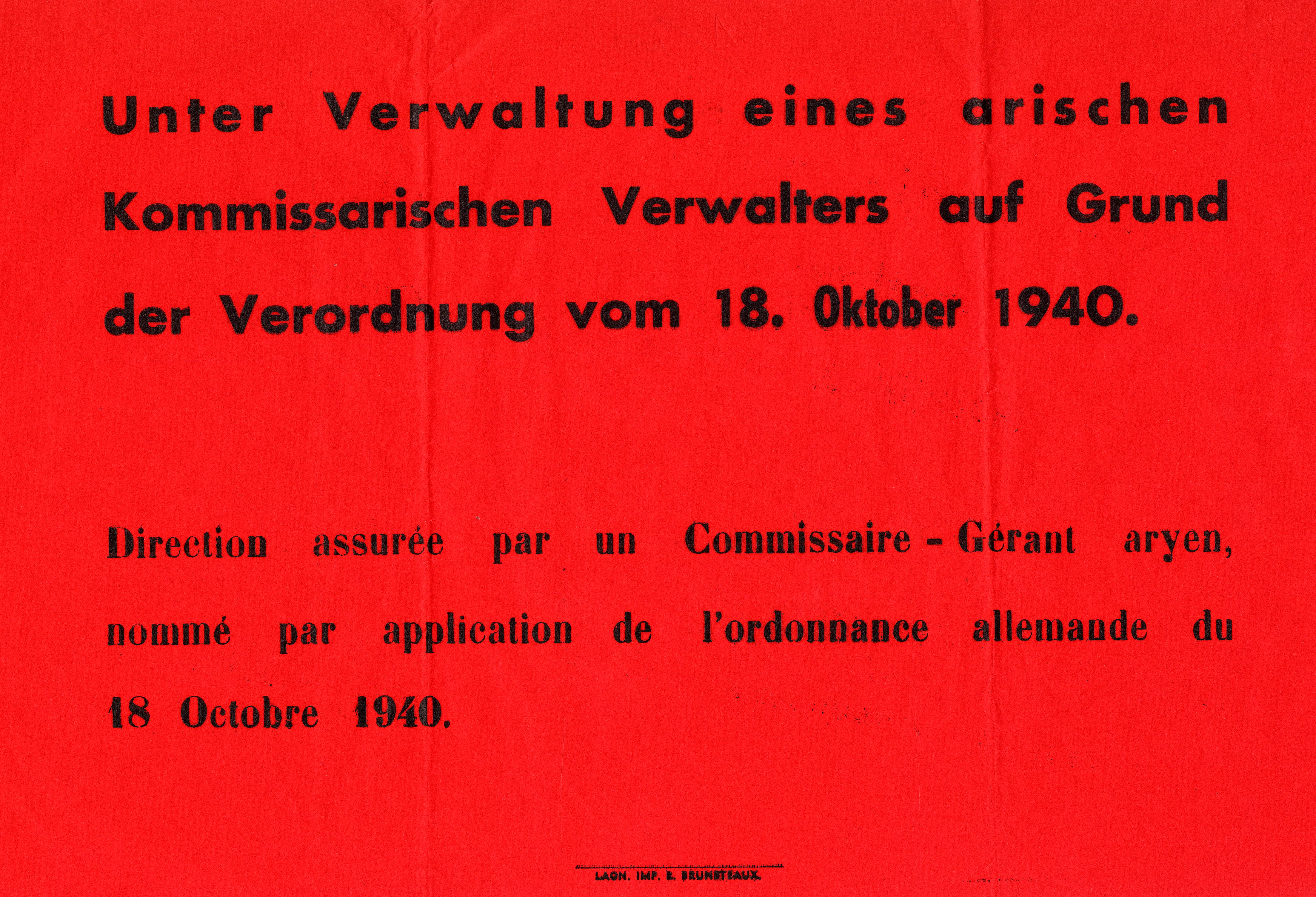
Cartel de la arianización de las tiendas judías, en francés y alemán. Traducción: "Bajo la administración de un administrador provisional ario en base al decreto del 18 de octubre, 1940."

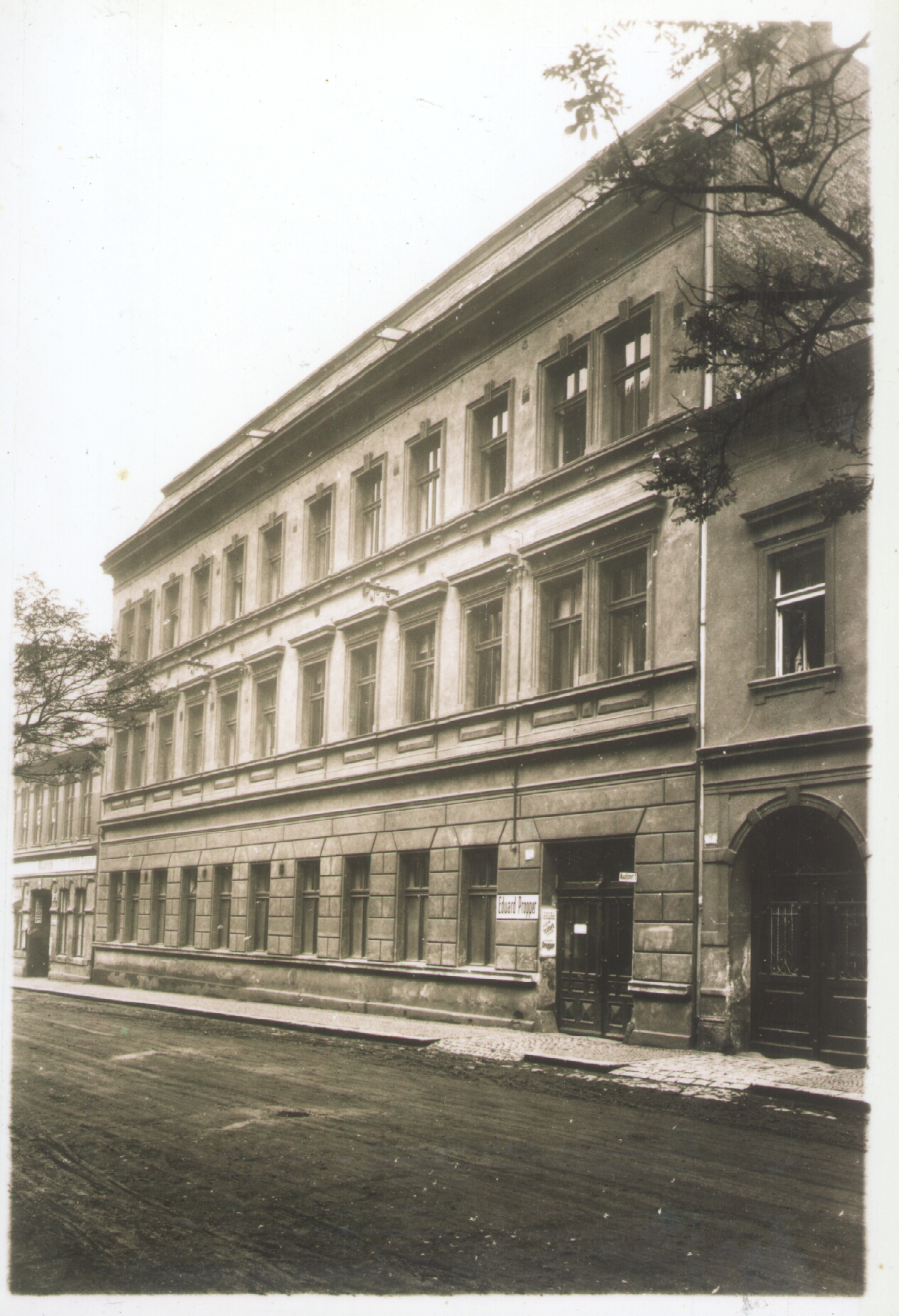
Fábrica de propiedad judía en Teplice.

Después de los pogromos de la Noche de los cristales rotos, la presión de la arianización se incrementó drásticamente. El 12 de noviembre de 1938, a los judíos se les prohibió actuar como administradores de empresas, lo que obligó a los propietarios judíos a instalar sustitutos «arios». Estas personas, que a menudo eran promovidas por el partido, primero se hicieron cargo de la oficina y poco después, por lo general, de todo el negocio. Los «arios obedientes» (Gefälligkeitsarier) fueron amenazados con el castigo de acuerdo con el «Reglamento contra la complicidad con el camuflaje de empresas judías» (22 de abril de 1938). Debido a que los judíos estaban cargados con grandes pagos como «expiación» por el daño causado por las SA y las turbas antisemitas durante la Noche de los cristales rotos, la venta de la propiedad judía era solo una cuestión de tiempo. El 3 de diciembre de 1938, el valor de la propiedad de la tierra judía se congeló al nivel más bajo, y se permitió la venta de objetos de valor y joyas solo a través de las oficinas estatales. El empobrecimiento de la población judía causado por la arianización a menudo se interpuso en el camino de su objetivo, promover la emigración mediante la persecución, porque los afectados carecían de los medios para emigrar. Se convirtieron en víctimas de la Solución final. La arianización combinó los motivos raciales del nacionalsocialismo con los resentimientos antisemitas tradicionales dentro de las clases medias (Mittelstand) y las tendencias expansionistas de las grandes empresas. Después de la guerra, la República Federal de Alemania pagó una indemnización por las pérdidas materiales.
Muchas empresas importantes se vendieron y revendieron en el transcurso del proceso, algunas de las cuales (como los grandes almacenes Hertie) desempeñaron un papel importante durante los años del milagro económico alemán de la posguerra en Alemania Occidental. Las víctimas que fueron asesinadas por los nazis en los campos fueron privadas de sus últimas propiedades, como dientes de oro, anillos de boda, cabello y toda la ropa. El Sonderkommando también registró las cavidades corporales en busca de objetos de valor ocultos.
En un sentido más amplio, el término arianización a veces se usa para referirse al desalojo de científicos judíos y personas involucradas en el sector cultural.

## Francia
El régimen colaboracionista de Vichy, que asumió el poder en junio de 1940, creó en marzo de 1941 un Comisariado General para las Cuestiones Judías, al mismo tiempo que se disolvían las asociaciones judías. Se marcaba el comienzo de un proceso de arianización de la economía consistente en la venta forzosa de las propiedades de los judíos, con lo que se continuaban de este modo las políticas que se venían desarrollando en la Alemania nazi desde 1938.

## Rumania
En Rumania, el proceso de arianización fue alentado por incentivos fiscales, así como por la confiscación total. Los intransigentes se quejaron de que algunos judíos pudieron evadir las regulaciones transfiriendo sus negocios a propietarios rumanos (solo en papel). Aunque la arianización se inspiró en cierta medida en políticas similares en Alemania, las autoridades rumanas tomaron las decisiones clave con respecto a la implementación de la arianización.

## Eslovaquia
La arianización también se produjo en la República Eslovaca. En 1940 existían alrededor de 12.300 negocios judíos. Para 1942, 10.000 habían sido liquidados y el resto «arianizado» por transferencia a propietarios no judíos.

## En la cultura popular
La película checoslovaca ganadora del premio Óscar de 1965 La tienda de la Calle Mayor abordó la arianización en el República Eslovaca.